# Комаров Михайло Федорович
Миха́йло Фе́дорович Комаро́в (23 січня 1844, слобода Дмитрівка, Павлоградський повіт, Катеринославська губернія, Російська імперія — 19 серпня 1913, Одеса, Херсонська губернія, Російська імперія) — український письменник, бібліограф, критик, фольклорист, перекладач і лексикограф часів Російської імперії. Брат публіциста Олександра Комарова, батько Галини Комарової — поетеси та перекладачки, Маргарити Комарової-Сидоренко — подруги Лесі Українки та перекладачки, і Богдана Комарова — бібліографа, публіциста, науковця-природознавця, лексикографа.

## Життєпис
Народився 23 січня 1844 року в слободі Дмитрівні, Павлоградського повіту (нині — село Дмитрівка Петропавлівського району, Дніпропетровської області). Його батько був російським переселенцем, який доволі швидко українізувався.
Михайло Федорович закінчив катеринославську гімназію, у 1867 році закінчив юридичний факультет Харківського університету і розпочав службу в Окружному суді міста Острогозька на Воронежчині.
Працював присяжним довіреним у Києві, потім нотаріусом в Умані та Одесі.
Це був час розгортання суспільно-політичного й національно-культурного руху в Україні, осередком якого в Києві була «Київська громада». Серед громадівців, які організовували недільні школи, видавали українською мовою популярну й дешеву літературу, збирали етнографічний і фольклорний матеріал, був і Михайло Федорович. Задля популяризації природничих знань протягом 1874—1875 років він переклав українською мовою та видав брошури історика й громадського діяча Олександра Іванова (Строніна) «Розповіді про небо та землю», «Розмова про земні сили». Ще будучи студентом, Михайло Комаров надрукував у «Екатеринославских губернских ведомостях» свою першу працю «Два варианта южнорусской народной думы про Савву Чалого». Але саме в київський період життя Михайло Комаров розпочинає безперервну діяльність як літератор, критик, бібліограф і видавець. У 1881 році була опублікована його перша невелика праця про Тараса Шевченка «Кое что о Шевченке. (Народное предание о погребении Шевченка. Свидание его с Михайлом Щепкиным)», яка стала початком його шевченкіани. Адже Комаров був першим бібліографом творів Т. Г. Шевченка та праць про нього. У 1883 році він видав «Покажчик нової української літератури (1798—1883)», значення якого зауважила не лише українська періодична преса, але й російська («Исторический вестник»).
Уникаючи репресій влади проти громадівців, Михайло Комаров у 1883 році влаштувався працювати нотарем у провінційній Умані, де розпочав роботу над складанням російсько-українського словника. Влітку 1887 року Комаров переїхав до Одеси, влаштувався там на посаді нотаріуса, і прожив у цьому місті до кінця своїх днів. Він став одним із найдієвіших членів одеської «Громади». Займаючись бібліографією, Комаров активно співпрацює з київськими та львівськими часописами і газетами, виступаючи переважно в ролі літературного критика. Його статті, огляди, рецензії охоче друкували «Кіевская старина», «Рада», «Зоря», «Діло», «Правда», «Одесский вестник», «По морю и суше». Комаров спілкувався з багатьма діячами української літератури, як: Михайло Грушевський, Іван Франко, Леся Українка, Михайло Коцюбинський, Дмитро Яворницький, Дмитро Дорошенко тощо. Своєю діяльністю він сприяв культурно-національному єднанню різних частин України — Південної, Західної і Наддніпрянщини.
В одеський період життя Михайло Комаров продовжує складати бібліографію творів Т. Г. Шевченка та літературу про
нього. У 1903 році він опублікував книгу «Т. Шевченко в литературе и искусстве. Библиографический указатель материалов для изучения жизни и произведений Т. Шевченка». Наступного року в Києві були опубліковані його «Библиографический указатель музыкальной и литературной деятельности Н. В. Лисенка (1868—1903)» та «Бібліографічний покажчик видань Котляревського, творів та писань про його». У 1903 році він опублікував значний (330 стор.) бібліографічний покажчик до історії української драми і театру з 1815 р. «Українська драматургія», доповнення до якого (106 стор.) за 1905—1912 роки опублікував у 1912 році. З останнім пов'язаний цікавий факт історії катеринославської «Просвіти». Один із керівників Мануйлівської філії Катеринославської «Просвіти» М. К. Ємець написав своєму землякові Комарову в Одесу листа, в якому прохав того порадити, які драматичні твори він міг би порекомендувати для постановки самодіяльним театром Мануйлівської «Просвіти». Незабаром Комаров став почесним членом Мануйлівської «Просвіти». Одним із напрямів діяльності Михайла Комарова були переклади на українську мову та видання творів Миколи Костомарова, Миколи Гоголя, оприлюднення недрукованих раніше творів Віктора Забіли, Степана Руданського, Костянтина Думитрашка, Петра Гулака-Артемовського, Олекси Стороженка.

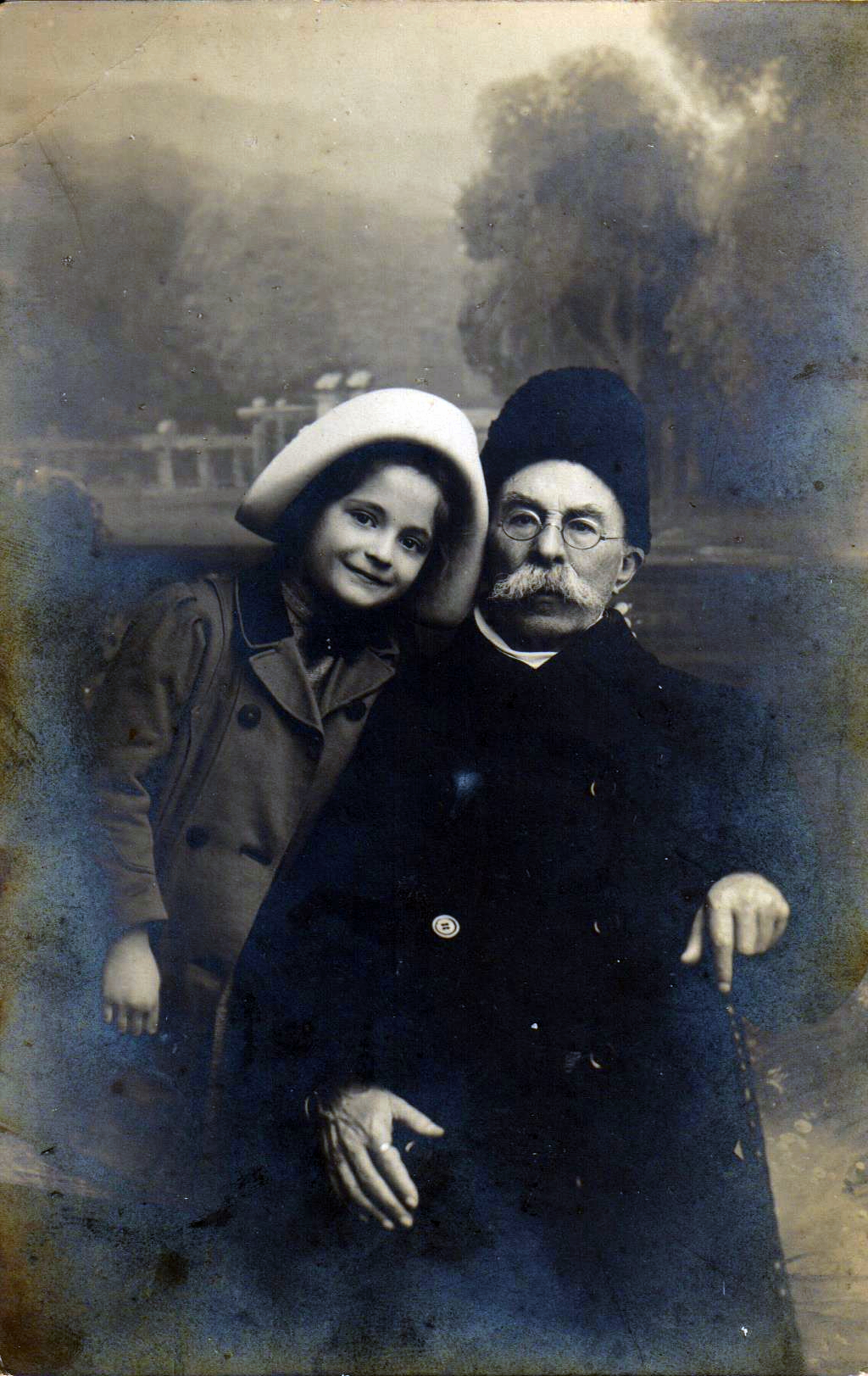
Михайло Комаров в останні роки життя

З початку 90-х років Михайло Федорович починає друкувати власні твори історичного змісту та просвітницького характеру. Це були статті або брошури: «Антін Головатий, запорозький депутат і кобзар», «Запорожець Костянтин Вира», «Оповідання про Антона Головатого та про початок Чорноморського козацького війська», «Оповідання про Богдана Хмельницького. Як він визволив Україну від неволі польської», «Запорозькі вольності». Його твори ілюстрував талановитий український художник Амвросій Ждаха. Комаров доводив, що «без праці не буде і відродження, що треба збирати етнографічний матеріал, творити літературу у всіх її галузях, а особливо для народу» (Є. Чикаленко). В Одесі Михайло Комаров продовжив роботу над російсько-українським словником. Це була тяжка і напружена праця. Один з активних членів «Одеської Громади» Євген Чикаленко у спогадах пише: «Словарна комісія під головуванням „Комара“ збиралася раз на тиждень і працювала протягом кількох років». Результати цієї роботи під назвою «Словар російсько-української мови» були видані у Львові заходами Товариства ім. Т. Г. Шевченка. Протягом 1893—1898 років вийшло 4 томи «Словника», на яких було зазначено: «Зібрали і впорядкували М. Уманець і А. Спілка», тобто Михайло Комаров і «Одеська (Адеська) Громада». Фінансували це видання Є. Чикаленко та товариш Михайло Комарова по Харківському університету Василь Гегело.
Михайло Комаров багато часу і зусиль віддавав боротьбі із цензурою.
У період розгортання революційного і національно-культурного руху у 1905 році в різних містах Наддніпрянської України стали виникати «Просвіти». Михайло Комаров був серед організаторів і перших керівників одеської «Просвіти». Він був почесним членом двох філій катеринославської «Просвіти», допомагаючи їм, головним чином, літературою для просвітницької та театральної діяльності просвітян.
До 100-річчя від дня народження Т. Г. Шевченка у 1912 році Михайло Комаров опублікував зі своїми примітками великий збірник поетичних творів різних авторів, присвячених Т. Шевченкові — «Вінок Т. Шевченкові із віршів українських, галицьких, російських, білоруських і польських поетів». Це була передостання земна справа подвижника-просвітянина. А останньою стала невелика брошура «П. Морачевський та його переклад Св. Євангелія на українську мову».
Помер Михайло Федорович Комаров 19 серпня 1913 року в Одесі.
Був похований на Першому Християнському цвинтарі. 1937 року комуністичною владою цвинтар було зруйновано. На його місці був відкритий «Парк Ілліча» з розважальними атракціонами, а частина була передана місцевому зоопарку. Відомості про перепоховання Комарова відсутні.

## Родина
У Михайла Комарова було семеро дітей: Маргарита, Любов, Галина, Леоніда, Віра, Богдан, Юрій.

## Вшанування пам'яті
- вулиця Михайла Комарова існує у місті Володимир Волинської області.
- у Дніпрі на Шляхівці в Чечелівському районі існує вулиця Михайла Комарова.
- в Одесі на будинку 27 вулиці Святослава Караванського, де в 1887—1913 роках жив Михайло Комаров, установлено меморіальну дошку.

## Праці
- уклав «Словар росийсько-український» (т. 1—4, Львів, 1893—1898, у співавторстві);
- бібліографічні покажчики:
  - Бібліографічний покажчик нової української літератури (1798—1883 р.). — Київ, 1883;;
  - Українська драматургія. — Одеса, 1906; [Архівовано 19 Лютого 2019 у Wayback Machine.];
  - Шевченко в литературе и искусстве: Библиографический указатель. — Одесса, 1903. [Архівовано 8 Грудня 2019 у Wayback Machine.];
- Про запорожські вольності. — Одесса, 1907. [Архівовано 16 Грудня 2019 у Wayback Machine.];
- До «Української драматургії»: зб. бібліогр. знадібку до історії укр. драми і театра за 1906—1912 р. : з дод. та поправками до «Укр. драматургії» до 1906 р. / зібрав і впорядкував М. Комаров. — Одеса: Друк. Є. Фесенка, 1912. — 106 с. [Архівовано 19 Лютого 2019 у Wayback Machine.].

Перекладав твори Миколи Гоголя, Льва Толстого, Володимира Короленка.